# 小山巧
小山巧（こやま たくみ、1951年2月27日 - ）は、日本の政治家。元三重県南伊勢町長（3期）、元三重県職員。

## 経歴
南伊勢町切原出身。津市立三重短期大学法経科第二部を卒業前の1969年（昭和44年）に三重県庁に入庁し、三重県総務部総務課予算調整課長、北勢県民局副局長、政策部副部長、環境森林部長、三重県立病院事業庁長などを歴任した。
2009年に南伊勢町長に初当選し地域の過疎化や人口減少問題に取り組み、3期務めた。信条は思えばできる。願えば叶う。2021年（令和3年）の町長選に出馬せず、任期満了に伴い引退した。
三重県職員時代の四日市庁舎の勤務経験から2022年に菰野町の行政全般のアドバイス参事監になる。